# Desmalopex leucopterus
La volpe volante dalle ali bianche (Desmalopex leucopterus (Temminck, 1853)) è un pipistrello appartenente alla famiglia degli Pteropodidi, endemico di alcune isole delle Filippine. A volte chiamato volpistrello in Italia.

## Descrizione

### Dimensioni
Pipistrello di medie dimensioni, con la lunghezza totale tra 205 e 240 mm, la lunghezza dell'avambraccio tra 135 e 141 mm, la lunghezza delle orecchie tra 26 e 28 mm e un peso fino a 340 g.

### Aspetto
La pelliccia è lunga e lanosa. Il colore generale del corpo è marrone chiaro. Il muso è lungo ed affusolato, gli occhi sono grandi e leggermente sporgenti. Le orecchie sono relativamente corte, color crema alla base, passando gradualmente verso la punta ad un colore grigio-brunastro. La tibia è ricoperta dorsalmente di peli. Le membrane alari sono marroni chiare chiazzate di bianco, particolarmente lungo il bordo d'attacco e sulle estremità. È privo di coda, mentre l'uropatagio è ridotta ad una sottile membrana lungo la parte interna degli arti inferiori.

## Biologia

### Comportamento
Si presume che abbia caratteristiche migratorie.

### Alimentazione
Si nutre di frutta.

### Riproduzione
Femmine in cattività danno alla luce non più di un piccolo per volta all'anno.

## Distribuzione e habitat
Questa specie è diffusa nelle Filippine: Luzon, Catanduanes e Dinagat. La popolazione di quest'ultima isola potrebbe appartenere ad una specie ancora non descritta.
Vive nelle foreste primarie montane e di pianura fino a 1200 metri di altitudine.

## Conservazione
La IUCN Red List, considerato la popolazione numerosa e il vasto areale, classifica D. leucopterus come specie a rischio minimo (Least Concern)).